# Maolong
Maolong és un estat del grup dels estats Khasis a Meghalaya a les muntanyes Khasi. Tenia una població el 1901 de 1.472 habitants. El seu cap portava el títol de sardar. S'explotaven pedreres i mines de carbó. Els ingressos s'estimaven en 1.800 rúpies. La capital era Mao-iang. El prefix "mao" vol dir "pedra" i està en molts noms geogràfics khasis.